# Afromorgus lindemannae
Afromorgus lindemannae is een keversoort uit de familie beenderknagers (Trogidae). De wetenschappelijke naam van de soort is voor het eerst geldig gepubliceerd in 1975 door Petrovitz.